# Stefanie Dolson
Stefanie Dolson, född 8 januari 1992, är en amerikansk basketspelare. 
Dolson deltog vid olympiska sommarspelen 2020 och var en del av USA:s lag som tog guld i tremannabasket.